# Tert-butylbenzeen
tert-butylbenzeen is een organische verbinding met als brutoformule C10H14. De stof komt voor als een kleurloze ontvlambare vloeistof met een kenmerkende aromatische geur. De stof is niet oplosbaar in water, maar wel in de meeste organische oplosmiddelen.
tert-butylbenzeen behoort tot de stofklasse van alkylbenzenen, waartoe ook tolueen (methylbenzeen) en ethylbenzeen behoren. Het is een van de vier structuurisomeren van butylbenzeen; de andere drie zijn:
- n-butylbenzeen
- isobutylbenzeen
- sec-butylbenzeen

## Synthese
tert-butylbenzeen wordt bereid door de alkylering van benzeen met isobuteen of tert-butylchloride. In dat laatste geval wordt aluminiumchloride als katalysator gebruikt: